# Marthamea vitripennis
Marthamea vitripennis är en bäcksländeart som först beskrevs av Hermann Burmeister 1839.  Marthamea vitripennis ingår i släktet Marthamea och familjen jättebäcksländor. Inga underarter finns listade i Catalogue of Life.